# راهيد اميرجوليف
راهيد اميرجوليف (1 سبتمبر 1989 أذربيجان - ) هو لاعب كرة قدم أذربيجاني، يلعب كلاعب وسط.

## وصلات خارجية
راهيد اميرجوليف على موقع الاتحاد الأوربي (الإنجليزية)
- راهيد اميرجوليف على موقع قاعدة بيانات كرة القدم.إي يو (الإنجليزية)
- راهيد اميرجوليف على موقع ناشيونال فوتبول تيمز (الإنجليزية)
- راهيد اميرجوليف على موقع Soccerway.com (الإنجليزية)
- راهيد اميرجوليف على موقع عالم كرة القدم.نت (الإنجليزية)
- راهيد اميرجوليف على موقع AS.com (الإسبانية)